# Bí thư Khu ủy Khu tự trị Tây Tạng
Bí thư Khu ủy Khu tự trị Tây Tạng (tiếng Trung: 中国共产党西藏自治区委员会书记; Hán-Việt: Trung Quốc Cộng sản Đảng Tây Tạng Tự trị khu Ủy viên hội Thư ký) hay còn gọi là Bí thư Tây Tạng, là lãnh đạo Khu ủy Khu tự trị Tây Tạng của Đảng Cộng sản Trung Quốc. Vì Đảng Cộng sản Trung Quốc là đảng cầm quyền duy nhất tại Cộng hòa Nhân dân Trung Hoa, nên Bí thư là chức vụ cấp cao nhất tại Khu tự trị Tây Tạng.
Ủy ban Trung ương Đảng Cộng sản Trung Quốc chính thức bổ nhiệm chức Bí thư Khu ủy này dựa trên đề xuất của Bộ Tổ chức Trung ương Đảng Cộng sản Trung Quốc, sau đó được Bộ Chính trị và Ban Thường vụ phê duyệt. Bí thư cũng có thể được bổ nhiệm trong phiên họp toàn thể của Khu ủy Tây Tạng, nhưng ứng cử viên phải giống với người được chính quyền trung ương phê duyệt. Bí thư lãnh đạo Ban Thường vụ Khu ủy Tây Tạng và thường là Ủy viên Ủy ban Trung ương Đảng Cộng sản Trung Quốc. Bí thư lãnh đạo công tác của Khu ủy và Ban Thường vụ Khu tự trị Tây Tạng. Bí thư có cấp bậc cao hơn Chủ tịch, thường giữ chức danh Phó Bí thư và theo thông lệ là người Tạng. Riêng chức vụ Bí thư luôn là người Hán nắm giữ.
Bí thư hiện tại là Vương Quân Chính, nhậm chức vào ngày 18 tháng 10 năm 2021.

## Bí thư Khu ủy
| Số | Hình ảnh | Tên gọi                        | Chữ Hán | Nhậm chức            | Rời chức             | Tham khảo   |
| -- | -------- | ------------------------------ | ------- | -------------------- | -------------------- | ----------- |
| 1  |          | Trương Quốc Hoa (1914–1972)    | 张国华  | 24 tháng 1 năm 1950  | Tháng 6 năm 1951     | [ 2 ] [ 3 ] |
| 2  |          | Phạm Minh (1914–2010)          | 范明    | Tháng 6 năm 1951     | Tháng 12 năm 1951    | [ 2 ] [ 3 ] |
| 3  |          | Trương Kinh Vũ (1906–1971)     | 张经武  | Tháng 3 năm 1952     | Tháng 9 năm 1965     | [ 2 ] [ 3 ] |
| 4  |          | Trương Quốc Hoa (1914–1972)    | 张国华  | Tháng 9 năm 1965     | Tháng 2 năm 1967     | [ 2 ] [ 3 ] |
| 5  |          | Nhậm Vinh (1917–2017)          | 任荣    | Tháng 8 năm 1971     | Tháng 3 năm 1980     | [ 2 ] [ 3 ] |
| 6  |          | Âm Pháp Đường (sinh 1922)      | 阴法唐  | Tháng 3 năm 1980     | Tháng 6 năm 1985     | [ 4 ] [ 3 ] |
| 7  |          | Ngũ Tinh Hoa (1931–2007)       | 伍精华  | Tháng 6 năm 1985     | 1 tháng 12 năm 1988  | [ 4 ] [ 3 ] |
| 8  |          | Hồ Cẩm Đào (sinh 1942)         | 胡锦涛  | 1 tháng 12 năm 1988  | 1 tháng 12 năm 1992  | [ 4 ] [ 3 ] |
| 9  |          | Trần Khuê Nguyên (sinh 1941)   | 陈奎元  | 1 tháng 12 năm 1992  | 16 tháng 10 năm 2000 | [ 4 ]       |
| 10 |          | Quách Kim Long (sinh 1947)     | 郭金龙  | 16 tháng 10 năm 2000 | 16 tháng 12 năm 2004 | [ 4 ]       |
| 11 |          | Dương Truyền Đường (sinh 1954) | 杨传堂  | 16 tháng 12 năm 2004 | 29 tháng 5 năm 2006  | [ 5 ] [ 4 ] |
| 12 |          | Trương Khánh Lê (sinh 1951)    | 张庆黎  | 29 tháng 5 năm 2006  | 25 tháng 8 năm 2011  | [ 4 ]       |
| 13 |          | Trần Toàn Quốc (sinh 1955)     | 陈全国  | 25 tháng 8 năm 2011  | 28 tháng 8 năm 2016  | [ 6 ]       |
| 14 |          | Ngô Anh Kiệt (sinh 1956)       | 吴英杰  | 28 tháng 8 năm 2016  | 18 tháng 10 năm 2021 | [ 4 ]       |
| 15 |          | Vương Quân Chính (sinh 1963)   | 王君正  | 18 tháng 10 năm 2021 | Đương nhiệm          | [ 7 ]       |